# Exocarpos pseudocasuarina
Exocarpos pseudocasuarina är en sandelträdsväxtart som beskrevs av André Guillaumin. Exocarpos pseudocasuarina ingår i släktet Exocarpos och familjen sandelträdsväxter. Inga underarter finns listade i Catalogue of Life.